# Vanesse du saule
Nymphalis xanthomelas
Espèce
La Vanesse du saule ou Tortue à pattes jaunes (Nymphalis xanthomelas) est une espèce de lépidoptères (papillons) de la famille des Nymphalidae, de la sous-famille des Nymphalinae, de la tribu des Nymphalini et du genre Nymphalis.

## Systématique
L'espèce Nymphalis xanthomelas a été décrite par Eugen Johann Christoph Esper en 1781, sous le protonyme Papilio xanthomelas.

### Noms vernaculaires
- en français : la Vanesse du saule, la Tortue à pattes jaunes
- en anglais : Yellow-legged Tortoisehell, Scarce Tortoiseshell
- en allemand : Östlicher Großer Fuchs, Großer Feuerfuchs
- en néerlandais : Oostelijke vos

### Sous-espèces
- Nymphalis xanthomelas xanthomelas
- Nymphalis xanthomelas anna (Krzywicki, 1967)
- Nymphalis xanthomelas fervescens (Stichel, 1908)
- Nymphalis xanthomelas formosana (Matsumura, 1925)
- Nymphalis xanthomelas hazara (Wyatt et Omoto, 1966)
- Nymphalis xanthomelas japonica (Stichel, 1902) – au Japon et aux îles Kouriles
- Nymphalis xanthomelas modesta (Bryk, 1946)
- Nymphalis xanthomelas mongolica (Bryk, 1946)[1]

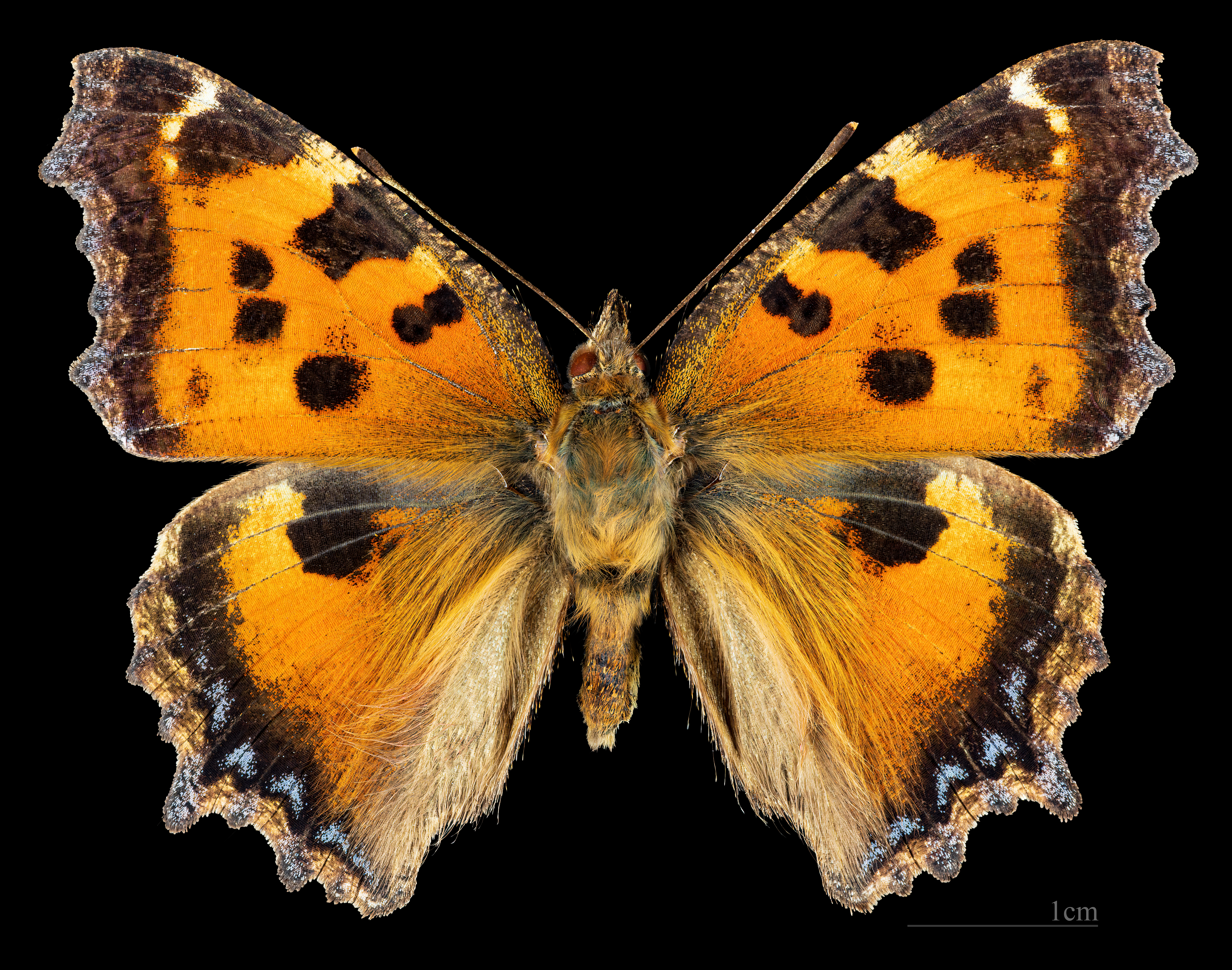
Nymphalis xanthomelas anna MHNT ♂
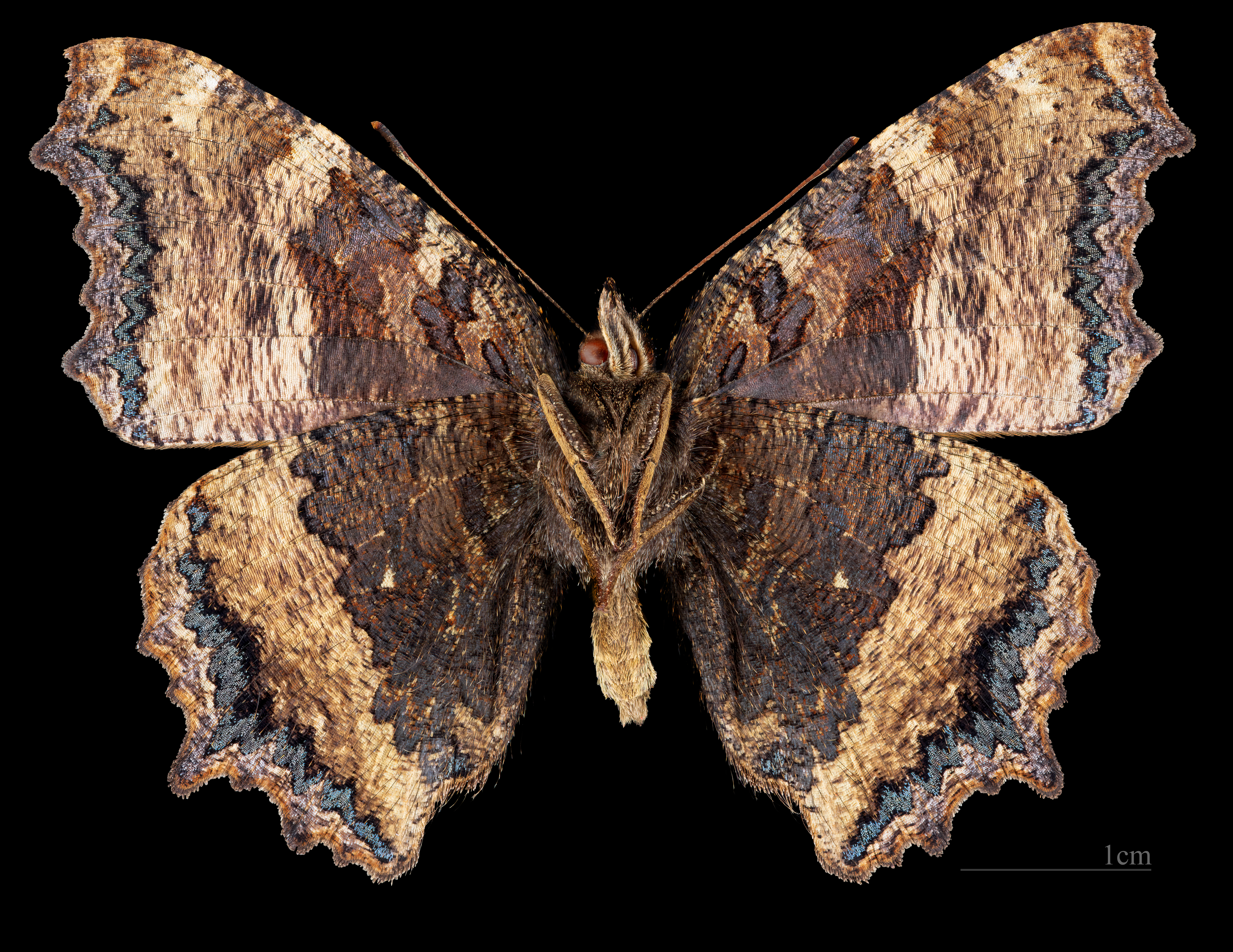
Nymphalis xanthomelas anna MHNT ♂ △

## Description de l'imago
La Vanesse du saule est un papillon de taille moyenne à grande.
Ses ailes à bords découpés ont le dessus roux orangé orné de plusieurs taches brun-noir et jaunâtres. Une tache costale blanche est visible près de l'apex de l'aile antérieure.
La bordure marginale des ailes est sombre, et elle inclut des taches bleues aux ailes postérieures. 
Le revers des ailes est brun grisâtre. 
Il n'y a pas de dimorphisme sexuel.
Les pattes sont jaune chamoisé, d'où le nom vernaculaire de Tortue à pattes jaunes.

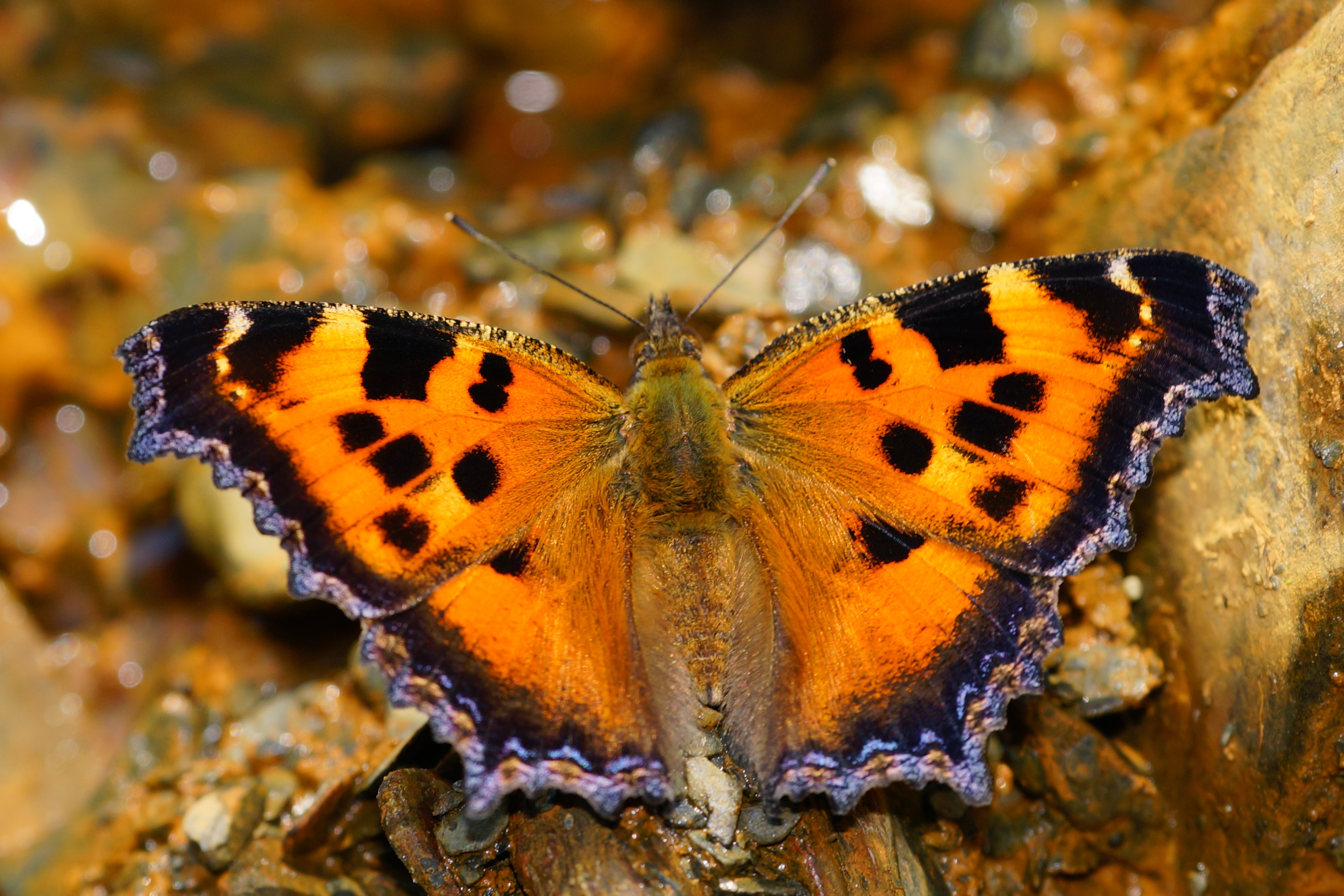
sous-espèce formosana – face supérieure
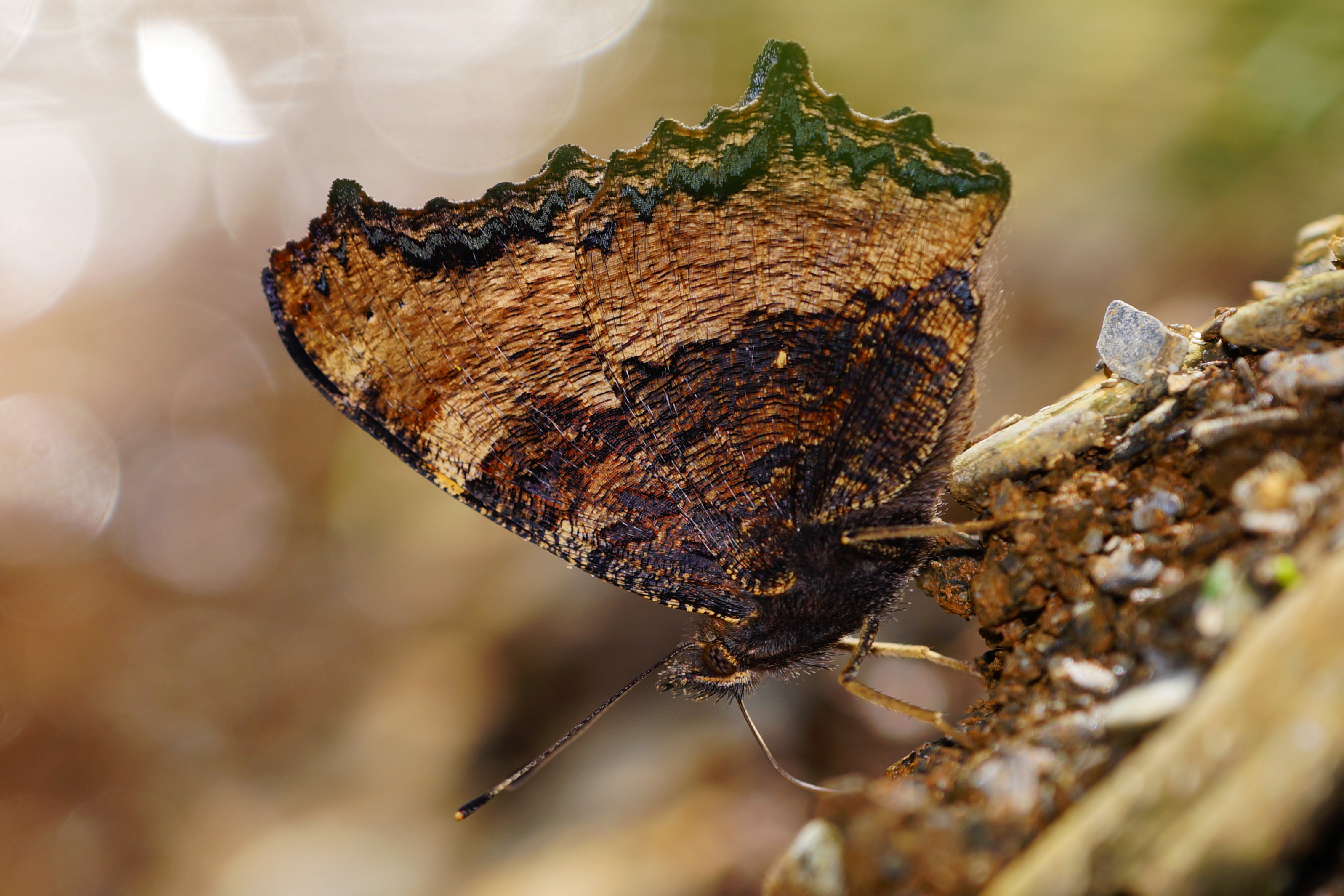
sous-espèce formosana – face inférieure
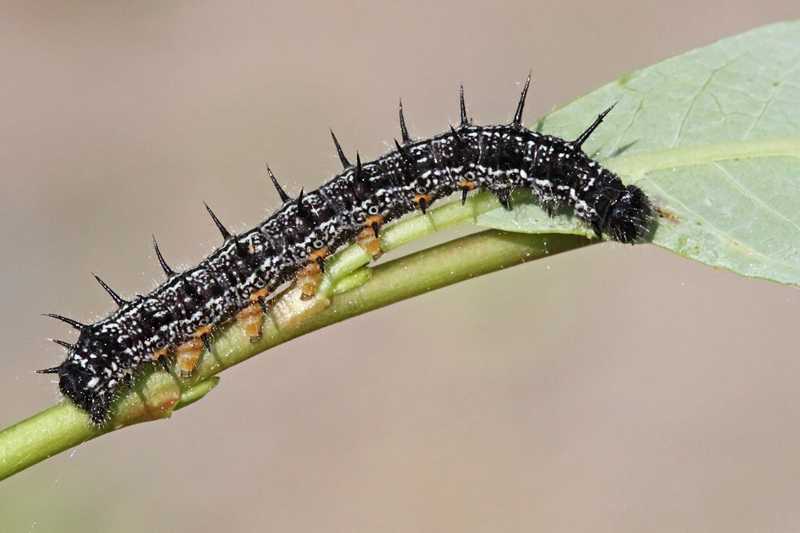
chenille

### Confusions possibles
La Vanesse du saule peut facilement être confondue avec la Grande tortue. Chez cette dernière, la bordure submarginale sombre du dessus des ailes postérieures est plus fine et mieux délimitée intérieurement, la tache costale claire située près de l'apex de l'aile antérieure est jaunâtre (et non blanche), et les pattes sont brunes. 
Dans une moindre mesure, des confusions sont possibles avec la Vanesse du peuplier, plus sombre et comportant une tache blanche à l'aile postérieure, et avec la Petite tortue, aux couleurs plus vives et aux taches noires de formes différentes. 

## Biologie
Les œufs forment une plaque qui entoure la tige. 
D'abord grégaires, les chenilles deviennent ensuite solitaires.
Les imagos se dispersent et migrent dès leur émergence.

### Période de vol et hivernation
La Vanesse du saule est univoltine. Les imagos sont visibles de juillet à septembre, puis en avril-mai après l'hivernation, qui a lieu dans des troncs creux ou des tas de bois.

### Plantes hôtes
Les plantes hôtes sont des saules (Salix), d'où le nom vernaculaire de Vanesse du saule.

## Écologie et distribution
L'aire de répartition de la Vanesse du saule s'étend de l’Europe de l'Est à la Chine et au Japon.
En Europe, la Vanesse du saule est résidente dans une partie de la Pologne, de la Slovaquie, de la Hongrie et de la Roumanie. Migratrice, elle peut temporairement étendre son domaine vers le nord et le sud, sur un territoire allant du Nord de la Grèce au Nord des Pays baltes.

### Biotope
La Vanesse du saule se plaît dans les bois de feuillus humides.

### Protection
La Vanesse du saule est sur le Red data book of European butterflies en Albanie, Bosnie, Bulgarie, Croatie, République tchèque, Estonie, Macédoine, Allemagne, Grèce, Hongrie, Moldavie, Pologne, Roumanie, Russie, Slovaquie, Slovénie, Turquie, Ukraine et Yougoslavie.
Elle aurait disparu de Bulgarie.[réf. nécessaire]